# 屈冬玉
屈 冬玉（くつ とうぎょく、チュー・ドンユィ、漢族、1963年10月 - ）は、中国の農学者、官僚。外交官、国連食糧農業機関（FAO）事務局長。

## 経歴
湖南省永州市のコメ農家に生まれる。湖南農業大学で園芸学を学び、1983年に卒業。1986年に中国農業科学院で遺伝学の修士号を取得し、中国農業科学院の蔬菜花卉学研究所で研究員として勤務する。1996年には、オランダのワーゲニンゲン大学で博士号を取得。彼は同年に中国共産党に入党した。2001年から2008年まで、中国農業科学院の副院長を務めた。2008年、寧夏回族自治区主席補佐に就任。2011年からは同自治区副主席。2015年、農業農村部の副部長に就任。

## FAO事務局長
2019年6月に開かれた第41回FAO総会で、191票中108票の投票を獲得し第9代国連食糧農業機関（FAO）事務局長に選出された。FAO事務局長に中国人が就くのは初めてとなる。